# Jay Dasilva
Jay Rhys Dasilva (ur. 22 kwietnia 1998 w Luton) – angielski piłkarz walijskiego pochodzenia grający na pozycji lewego obrońcy w Coventry City.

## Sukcesy

### Anglia U19
- Mistrzostwa Europy U-19: 2017[1]

## Życie prywatne
Ma dwóch braci którzy również są piłkarzami, Rio i Cole są oni bliźniakami.